# Sundasciurus
A Sundasciurus az emlősök (Mammalia) osztályának a rágcsálók (Rodentia) rendjébe, ezen belül a mókusfélék (Sciuridae) családjába tartozó nem.

## Rendszerezés
A nembe az alábbi 2 alnem és 15 faj tartozik:
- Sundasciurus Moore, 1958
  - Sundasciurus brookei Thomas, 1892
  - Sundasciurus fraterculus Thomas, 1895
  - Sundasciurus jentinki Thomas, 1887
  - Sundasciurus lowii Thomas, 1892 – típusfaj
  - Sundasciurus tenuis Horsfield, 1824
- Aletesciurus Moore, 1958
  - Sundasciurus davensis Sanborn, 1952
  - Sundasciurus hippurus I. Geoffroy, 1831
  - Sundasciurus hoogstraali Sanborn, 1952
  - Sundasciurus juvencus Thomas, 1908
  - Sundasciurus mindanensis Steere, 1890
  - Sundasciurus moellendorffi Matschie, 1898
  - Sundasciurus philippinensis Waterhouse, 1839
  - Sundasciurus rabori Heaney, 1979
  - Sundasciurus samarensis Steere, 1890
  - Sundasciurus steerii Günther, 1877

Lehet, hogy a S. davensis, S. mindanensis, S. philippinensis és S. samarensis fajok, valóban ugyanabba a fajba tartoznak (Heaney et al., 1987; Corbet & Hill, 1992).